# Bella Vista Norte
Bella Vista es una ciudad paraguaya ubicada en el departamento de Amambay, a 469 km de Asunción. Posee el mismo nombre que la ciudad de Bela Vista, del lado brasileño, ambas separadas por el río Apa. A su nombre se le agrega «Norte» para diferenciarla de otra ciudad al sur de Paraguay que también se llama Bella Vista.

## Historia
En 1850, la hija de Don Carlos Antonio López le pidió una propiedad en Mato Grosso del Sur, en esa época, Provincia Jerez, que pertenecía al Paraguay. En 1851 se fundó Villa Bella en ese lugar. Desde 1860 la zona donde hoy se encuentra Bella Vista comenzó a poblarse y tomó el nombre de la ciudad situada enfrente, del lado brasileño, unidas por un puente de 100 metros de largo, sobre el río Apa. Durante el gobierno de Héctor Carvallo, en 1902, se cambió el nombre a Bella Vista y ascendió a la categoría de distrito.

## Clima
Debido a que la altura del Departamento de Amambay es mayor que en otros departamentos, el clima es muy agradable. La temperatura media es de 21 °C, la máxima en verano 35 °C y la mínima en invierno, 1 °C. Los meses con mayores precipitaciones son de enero a marzo.

## Demografía
Bella Vista cuenta con 12.027 habitantes según el censo paraguayo de 2022.

## Economía
Ubicada sobre el río Apa, cuenta con producción agrícola y ganadera, pero se destaca sobre todo su comercio fronterizo por encontrarse frente a la (homónima brasileña).

## Turismo
Cuenta con playas en el río Apa, en el paso Macaco, lugar donde cayó prisionero el general Bernardino Caballero. Los rápidos sobre el río Apa con sus blancas playas son muy visitados por los turistas y pescadores. Las fiestas de María Auxiliadora, el 24 de mayo y el 30 de agosto, son festividades de Bella Vista Norte.

## Bellavistenses reconocidos
- Denis Caniza: Futbolista de la Selección Paraguaya, participó de las Copas del Mundo de 1998, 2002, 2006 y 2010.